# Lenguaje de descripción de páginas
En impresión digital, un lenguaje de descripción de páginas, o lenguaje de control de impresora (PCL), es un lenguaje de ordenador que se encarga de codificar las instrucciones que una aplicación de usuario envía a un dispositivo de salida (generalmente una impresora) para obtener una página impresa. El código generado por el lenguaje describe tanto las características globales de cada página como las coordenadas de ubicación de cada elemento tipográfico o gráfico. Finalmente, el dispositivo recibe el fichero de instrucciones, lo procesa y genera el mapa de bits que será impreso. Los más conocidos son Postscript, de la compañía de software Adobe. y PCL, de Hewlett Packard. Numerosas impresoras comerciales pueden interpretar este lenguaje de manera directa con su propio software. 
Aunque los lenguajes de descripción de páginas son completos por sí mismos y podrían utilizarse en programación general, no se usan con este propósito, ya que, aparte de su complejidad, deben ser interpretados en tiempo de ejecución, lo cual los penaliza en cuanto a rapidez respecto a los programas compilados. 

## Lenguajes de descripción de páginas
AFP {Advanced Function Presentation}. Función avanzada de presentación.
CPCL {Comtec Printer Control Language} (Zebra, Comtec). Lenguaje de control de impresora de Comtec.
Diablo
DVI {DeVice Independent}. Independiente de dispositivo.
EPL {Eltron Programming Language}. Lenguaje de programación Eltron.
ESC/P {Epson Standard Code for Printers}. Código estándar para impresoras Epson. Lenguaje simple usado mayoritariamente en las impresoras matriciales
ESC/P2 versión extendida del anterior
IPDS {Intelligent Printer Data Stream}. Flujo inteligente de datos de impresión.
Metacode Formato de flujo de impresión usado en las impresoras Xerox de alta velocidad más antiguas.
PCL {Printer Command Language}. Lenguaje de órdenes de impresión.
PDF {Portable Document Format}. Formato portátil de documento.
PostScript
PPDS {Personal Printer Data Stream}.
GDI {Graphic device interface}. Formato de retícula o trama.

SPL {Samsung Printer Language}. Lenguaje de impresión de Samsung.
KPDL {Kyocera Page Description Language}. Lenguaje de descripción de páginas de Kyocera.
ZJS {Zenographics ZjStream Page Description Language}. Lenguaje de descripción de página ZjStream de Zenographics.
ZPL {Zebra Programming Language}. Lenguaje de programación Zebra.